# 마츠시타 유키
마츠시타 유키(일본어: 松下 由樹, 1968년 7월 9일~)는 일본의 배우이다. 아이치현 나고야시 출신이다.